# Золотой глобус (премия, 1968)
25-я церемония вручения наград премии «Золотой глобус»

12 февраля 1968 года
Лучший фильм (драма): 

«Душной южной ночью»
Лучший фильм (комедия или мюзикл): 

«Выпускник»
Лучшое ТВ-шоу: 

«Миссия невыполнима»
< 24-я Церемонии вручения 26-я >
25-я церемония вручения наград премии «Золотой глобус» за заслуги в области кинематографа и телевидения за 1967 год состоялась 12 февраля 1968 года в Cocoanut Grove, Ambassador Hotel (Лос-Анджелес, Калифорния, США).

## Список лауреатов и номинантов
• Победители выделены отдельным цветом. 

### Игровое кино
| Категории                                    | Лауреаты и номинанты                                                                                            | Лауреаты и номинанты                                                                     |
| -------------------------------------------- | --- | ---------------------------------------------------------------------------------------- |
| Лучший фильм (драма)                         | • Душной южной ночью / In the Heat of the Night                                                                 | • Душной южной ночью / In the Heat of the Night                                          |
| Лучший фильм (драма)                         | • Бонни и Клайд / Bonnie and Clyde                                                                              |                                                                                          |
| Лучший фильм (драма)                         | • Вдали от обезумевшей толпы / Far from the Madding Crowd                                                       |                                                                                          |
| Лучший фильм (драма)                         | • Угадай, кто придёт к обеду? / Guess Who’s Coming to Dinner                                                    |                                                                                          |
| Лучший фильм (драма)                         | • Хладнокровное убийство / In Cold Blood                                                                        |                                                                                          |
| Лучший фильм (комедия или мюзикл)            | • Выпускник / The Graduate                                                                                      | • Выпускник / The Graduate                                                               |
| Лучший фильм (комедия или мюзикл)            | • Укрощение строптивой / The Taming of the Shrew                                                                |                                                                                          |
| Лучший фильм (комедия или мюзикл)            | • Весьма современная Милли / Thoroughly Modern Millie                                                           |                                                                                          |
| Лучший фильм (комедия или мюзикл)            | • Доктор Дулиттл / Doctor Dolittle                                                                              |                                                                                          |
| Лучший фильм (комедия или мюзикл)            | • Камелот / Camelot                                                                                             |                                                                                          |
| Лучший режиссёр                              | | • Майк Николс за фильм «Выпускник»                                                       |
| Лучший режиссёр                              | • Норман Джуисон — «Душной южной ночью»                                                                         |                                                                                          |
| Лучший режиссёр                              | • Стэнли Крамер — «Угадай, кто придёт к обеду?»                                                                 |                                                                                          |
| Лучший режиссёр                              | • Артур Пенн — «Бонни и Клайд»                                                                                  |                                                                                          |
| Лучший режиссёр                              | • Марк Райделл — «Лис»                                                                                          |                                                                                          |
| Лучшая мужская роль (драма)                  | [[Файл:\|145px]]                                                                                                | • Род Стайгер — «Душной южной ночью» (за роль шефа полиции Билла Гиллеспи)               |
| Лучшая мужская роль (драма)                  | [[Файл:\|145px]]                                                                                                | • Алан Бейтс — «Вдали от обезумевшей толпы» (за роль Гэбриэла Оука)                      |
| Лучшая мужская роль (драма)                  | [[Файл:\|145px]]                                                                                                | • Уоррен Битти — «Бонни и Клайд» (за роль Клайда Бэрроу)                                 |
| Лучшая мужская роль (драма)                  | [[Файл:\|145px]]                                                                                                | • Пол Ньюман — «Хладнокровный Люк» (за роль Люка Джексона)                               |
| Лучшая мужская роль (драма)                  | [[Файл:\|145px]]                                                                                                | • Сидни Пуатье — «Душной южной ночью» (за роль детектива Вирджила Тиббса)                |
| Лучшая мужская роль (драма)                  | [[Файл:\|145px]]                                                                                                | • Спенсер Трейси (посмертно) — «Угадай, кто придёт к обеду?» (за роль Мэтта Дрейтона)    |
| Лучшая женская роль (драма)                  | | • Эдит Эванс — «Шептуны» (за роль миссис Росс)                                           |
| Лучшая женская роль (драма)                  | • Фэй Данауэй — «Бонни и Клайд» (за роль Бонни Паркер)                                                          |                                                                                          |
| Лучшая женская роль (драма)                  | • Кэтрин Хепбёрн — «Угадай, кто придёт к обеду?» (за роль Кристины Дрейтон)                                     |                                                                                          |
| Лучшая женская роль (драма)                  | • Одри Хепбёрн — «Дождись темноты» (за роль Сьюзи Хендрикс)                                                     |                                                                                          |
| Лучшая женская роль (драма)                  | • Энн Хейвуд — «Лис» (за роль Эллен Марч)                                                                       |                                                                                          |
| Лучшая мужская роль (комедия или мюзикл)     | | • Ричард Харрис — «Камелот» (за роль короля Артура)                                      |
| Лучшая мужская роль (комедия или мюзикл)     | • Ричард Бёртон — «Укрощение строптивой» (за роль Петруччо)                                                     |                                                                                          |
| Лучшая мужская роль (комедия или мюзикл)     | • Рекс Харрисон — «Доктор Дулиттл» (за роль доктора Джона Дулиттла)                                             |                                                                                          |
| Лучшая мужская роль (комедия или мюзикл)     | • Дастин Хоффман — «Выпускник» (за роль Бенджамина Брэддока)                                                    |                                                                                          |
| Лучшая мужская роль (комедия или мюзикл)     | • Уго Тоньяцци — «Аморальный» (за роль Сержио Мазини)                                                           |                                                                                          |
| Лучшая женская роль (комедия или мюзикл)     | | • Энн Бэнкрофт — «Выпускник» (за роль миссис Робинсон)                                   |
| Лучшая женская роль (комедия или мюзикл)     | • Джули Эндрюс — «Весьма современная Милли» (за роль Милли Диллмонт)                                            |                                                                                          |
| Лучшая женская роль (комедия или мюзикл)     | • Одри Хепбёрн — «Двое на дороге» (за роль Джоанны Уоллес)                                                      |                                                                                          |
| Лучшая женская роль (комедия или мюзикл)     | • Ширли Маклейн — «Семь раз женщина» (за роли семи женщин)                                                      |                                                                                          |
| Лучшая женская роль (комедия или мюзикл)     | • Ванесса Редгрейв — «Камелот» (за роль Гвиневры)                                                               |                                                                                          |
| Лучшая мужская роль второго плана            | | • Ричард Аттенборо — «Доктор Дулиттл» (за роль Альберта Блоссома)                        |
| Лучшая мужская роль второго плана            | • Джон Кассаветис — «Грязная дюжина» (за роль Виктора Франко)                                                   |                                                                                          |
| Лучшая мужская роль второго плана            | • Джордж Кеннеди — «Хладнокровный Люк» (за роль Драглайна)                                                      |                                                                                          |
| Лучшая мужская роль второго плана            | • Майкл Дж. Поллард — «Бонни и Клайд» (за роль Мосса)                                                           |                                                                                          |
| Лучшая мужская роль второго плана            | • Ефрем Цимбалист мл. — «Дождись темноты» (за роль Сэма Хэндрикса)                                              |                                                                                          |
| Лучшая женская роль второго плана            | | • Кэрол Чэннинг — «Весьма современная Милли» (за роль Маззи Ван Хоссмер)                 |
| Лучшая женская роль второго плана            | • Квентин Дин — «Душной южной ночью» (за роль Делорес)                                                          |                                                                                          |
| Лучшая женская роль второго плана            | • Лиллиан Гиш — «Комедианты» (за роль миссис Смит)                                                              |                                                                                          |
| Лучшая женская роль второго плана            | • Ли Грант — «Душной южной ночью» (за роль миссис Лесли Колберт)                                                |                                                                                          |
| Лучшая женская роль второго плана            | • Прунелла Рэнсом — «Вдали от обезумевшей толпы» (за роль Фанни Робин)                                          |                                                                                          |
| Лучшая женская роль второго плана            | • Би Ричардс — «Угадай, кто придёт к обеду?» (за роль миссис Прентис)                                           |                                                                                          |
| Лучший дебют актёра                          | | • Дастин Хоффман — «Выпускник» (за роль Бенджамина Брэддока)                             |
| Лучший дебют актёра                          | • Одед Котлер — «Три дня и мальчик» (англ.)                                                                     |                                                                                          |
| Лучший дебют актёра                          | • Франко Неро — «Камелот» (за роль Ланселота)                                                                   |                                                                                          |
| Лучший дебют актёра                          | • Майкл Дж. Поллард — «Бонни и Клайд»                                                                           |                                                                                          |
| Лучший дебют актёра                          | • Томми Стил — «Самый счастливый миллионер» (англ.)                                                             |                                                                                          |
| Лучший дебют актрисы                         | [[Файл:\|170px]]                                                                                                | • Кэтрин Росс — «Выпускник» (за роль Элейн Робинсон)                                     |
| Лучший дебют актрисы                         | [[Файл:\|170px]]                                                                                                | • Грета Болдуин — «Галерея мошенников»                                                   |
| Лучший дебют актрисы                         | [[Файл:\|170px]]                                                                                                | • Пиа Дегермарк — «Эльвира Мадиган» (за роль Эльвиры Мадиган (Хедвиг Йенсен))            |
| Лучший дебют актрисы                         | [[Файл:\|170px]]                                                                                                | • Фэй Данауэй — «Поторопи закат» (англ.)                                                 |
| Лучший дебют актрисы                         | [[Файл:\|170px]]                                                                                                | • Кэтрин Хотон — «Угадай, кто придёт к обеду?»                                           |
| Лучший дебют актрисы                         | [[Файл:\|170px]]                                                                                                | • Шэрон Тейт — «Долина кукол»                                                            |
| Лучший сценарий                              | • Стёрлинг Силлифант — «Душной южной ночью»                                                                     | • Стёрлинг Силлифант — «Душной южной ночью»                                              |
| Лучший сценарий                              | • Роберт Бентон — «Бонни и Клайд»                                                                               |                                                                                          |
| Лучший сценарий                              | • Льюис Джон Карлино — «Лис»                                                                                    |                                                                                          |
| Лучший сценарий                              | • Бак Генри — «Выпускник»                                                                                       |                                                                                          |
| Лучший сценарий                              | • Уильям Роуз — «Угадай, кто придёт к обеду?»                                                                   |                                                                                          |
| Лучшая музыка к фильму                       | • Фредерик Лоу за музыку к фильму «Камелот»                                                                     | • Фредерик Лоу за музыку к фильму «Камелот»                                              |
| Лучшая музыка к фильму                       | • Элмер Бернстайн — «Весьма современная Милли»                                                                  |                                                                                          |
| Лучшая музыка к фильму                       | • Лесли Брикасс — «Доктор Дулиттл»                                                                              |                                                                                          |
| Лучшая музыка к фильму                       | • Франсис Ле — «Жить, чтобы жить»                                                                               |                                                                                          |
| Лучшая музыка к фильму                       | • Генри Манчини — «Двое на дороге»                                                                              |                                                                                          |
| Лучшая песня                                 | • If Ever I Should Leave You — «Камелот» — музыка: Фредерик Лоу, слова: Алан Джей Лёрнер                        | • If Ever I Should Leave You — «Камелот» — музыка: Фредерик Лоу, слова: Алан Джей Лёрнер |
| Лучшая песня                                 | • Des Ronds dans l’Eau (Circles In the Water) — «Жить, чтобы жить» — музыка и слова: Франсис Ле и Норман Гимбел |                                                                                          |
| Лучшая песня                                 | • Please Don’t Gamble with Love — «Лыжная лихорадка» — музыка и слова: Гай Хемрик и Джерри Стайнер              |                                                                                          |
| Лучшая песня                                 | • Talk to the Animals — «Доктор Дулиттл» — музыка и слова: Лесли Брикасс                                        |                                                                                          |
| Лучшая песня                                 | • Thoroughly Modern Millie — «Весьма современная Милли» — музыка и слова: Джимми Ван Хэйсен и Сэмми Кан         |                                                                                          |
| Лучший иностранный фильм                     | • Жить, чтобы жить / Vivre pour vivre (Франция)                                                                 | • Жить, чтобы жить / Vivre pour vivre (Франция)                                          |
| Лучший иностранный фильм                     | • Поезда под пристальным наблюдением / Ostře sledované vlaky (Чехословакия)                                     |                                                                                          |
| Лучший иностранный фильм                     | • Аморальный / L’immorale (Франция, Италия)                                                                     |                                                                                          |
| Лучший иностранный фильм                     | • Посторонний / Lo straniero / L'Étranger (Франция)                                                             |                                                                                          |
| Лучший иностранный фильм                     | • Эльвира Мадиган / Elvira Madigan (Швеция)                                                                     |                                                                                          |
| Лучший иностранный фильм на английском языке | • Лис / The Fox (Канада)                                                                                        | • Лис / The Fox (Канада)                                                                 |
| Лучший иностранный фильм на английском языке | • Несчастный случай / Accident (Великобритания)                                                                 |                                                                                          |
| Лучший иностранный фильм на английском языке | • Шутники / The Jokers (Великобритания)                                                                         |                                                                                          |
| Лучший иностранный фильм на английском языке | • Разрушение времени / Smashing Time (Великобритания)                                                           |                                                                                          |
| Лучший иностранный фильм на английском языке | • Улисс / Ulysses (Великобритания)                                                                              |                                                                                          |
| Лучший иностранный фильм на английском языке | • Шептуны / The Whisperers (Великобритания)                                                                     |                                                                                          |

### Телевизионные награды
| Категории            | Лауреаты и номинанты                                                   | Лауреаты и номинанты                                                 |
| -------------------- | ---------------------------------------------------------------------- | -------------------------------------------------------------------- |
| Лучшое ТВ-шоу        | • Миссия невыполнима / Mission: Impossible                             | • Миссия невыполнима / Mission: Impossible                           |
| Лучшое ТВ-шоу        | • Шоу Кэрол Бёрнетт / The Carol Burnett Show                           |                                                                      |
| Лучшое ТВ-шоу        | • Шоу Дина Мартина / The Dean Martin Show                              |                                                                      |
| Лучшое ТВ-шоу        | • Garrison’s Gorillas                                                  |                                                                      |
| Лучшое ТВ-шоу        | • Хохмы Роуэна и Мартина / Rowan & Martin’s Laugh-In                   |                                                                      |
| Лучший актёр на ТВ   |                                                                        | • Мартин Ландау — «Миссия невыполнима» (за роль Роллина Хэнда)       |
| Лучший актёр на ТВ   | • Брендон Бун — «Garrison’s Gorillas»                                  |                                                                      |
| Лучший актёр на ТВ   | • Бен Газзара — «Бежать от твоей жизни» (англ.) (за роль Пола Брайана) |                                                                      |
| Лучший актёр на ТВ   | • Дин Мартин — «Шоу Дина Мартина» (за роль самого себя)                |                                                                      |
| Лучший актёр на ТВ   | • Энди Уильямс — «Шоу Энди Уильямса» (англ.) (за роль самого себя)     |                                                                      |
| Лучшая актриса на ТВ |                                                                        | • Кэрол Бёрнетт — «Шоу Кэрол Бёрнетт» (за роли различных персонажей) |
| Лучшая актриса на ТВ | • Барбара Бэйн — «Миссия невыполнима» (за роль Синнамон Картер)        |                                                                      |
| Лучшая актриса на ТВ | • Люсиль Болл — «Шоу Люси» (за роль Люси Кармайкл)                     |                                                                      |
| Лучшая актриса на ТВ | • Нэнси Синатра — «Movin’ with Nancy»                                  |                                                                      |
| Лучшая актриса на ТВ | • Барбара Стэнвик — «Большая долина» (за роль Виктории Баркли)         |                                                                      |

### Специальные награды
| Награда                                                     | Лауреаты     | Лауреаты       |
| ----------------------------------------------------------- | ------------ | -------------- |
| Премия Сесиля Б. Де Милля (Награда за вклад в кинематограф) | Кирк Дуглас  | • Кирк Дуглас  |
| Премия Генриетты Henrietta Award (World Film Favorites)     |              | • Лоренс Харви |
| Премия Генриетты Henrietta Award (World Film Favorites)     | Джули Эндрюс | • Джули Эндрюс |